# Neutrón
El neutrón es una partícula subatómica, un nucleón, carga mínima  neta, presente en el núcleo atómico de prácticamente todos los átomos, excepto el protio. Aunque se dice que el neutrón no tiene carga, en realidad está compuesto por tres partículas elementales cargadas llamadas cuarks, cuyas cargas que se contrarestan son cero. Por tanto, el neutrón es un barión neutro compuesto por dos cuarks de tipo abajo, y un cuark de tipo arriba.
Fuera del núcleo atómico, los neutrones son inestables, teniendo una vida media de 14.7 minutos (879,4 ± 0,6 s); cada neutrón libre se descompone en un electrón, un antineutrino electrónico y un protón. Su masa es muy similar a la del protón, aunque ligeramente mayor.
El neutrón es necesario para la estabilidad de los núcleos atómicos, a excepción del isótopo hidrógeno-1 que contiene solo un protón. En los núcleos con más de un protón, la fuerza de repulsión electrostática entre éstos tiende a desintegrarlos. La presencia de un número parecido de neutrones al de los protones aseguran estabilidad de tales núcleos ya que no tienen carga eléctrica pero proveen fuerzas atractivas adicionales a través de su participación en la fuerza fuerte. Por eso, la interacción nuclear fuerte es responsable de mantener estables los núcleos atómicos.
Los átomos de un elemento químico que difieren sólo en el número de neutrones se denominan isótopos. Por ejemplo, el carbono, con número atómico 6, tiene un isótopo abundante carbono-12 con 6 neutrones y un isótopo raro carbono-13 con 7 neutrones.  Algunos elementos se presentan en la naturaleza con un solo isótopo estable, como el flúor; Otros elementos se presentan con muchos isótopos estables, como el estaño con diez isótopos estables, y algunos elementos como el tecnecio no tienen ningún isótopo estable.
Las propiedades de un núcleo atómico dependen tanto del número atómico como del número de neutrones. Con su carga positiva, los protones del núcleo son repelidos por la fuerza electromagnética de largo alcance, pero la fuerza nuclear, mucho más fuerte pero de corto alcance, une estrechamente a los nucleones. Los neutrones son necesarios para la estabilidad de los núcleos, a excepción del núcleo de hidrógeno de un solo protón. Los neutrones se producen copiosamente en la fisión nuclear y la fusión. Contribuyen principalmente a la nucleosíntesis de elementos químicos en las estrellas mediante procesos de fisión, fusión y captura de neutrones.
El neutrón es esencial para la producción de energía nuclear. En la década posterior al descubrimiento del neutrón por James Chadwick en 1932, los neutrones se utilizaron para inducir muchos tipos diferentes de |  transmutaciones nucleares. Con el descubrimiento de la fisión nuclear en 1938, rápidamente se comprendió que, si un evento de fisión producía neutrones, cada uno de estos neutrones podría causar más eventos de fisión, en una cascada conocida como reacción nuclear en cadena. Estos acontecimientos y descubrimientos condujeron al primer reactor nuclear autosostenible (Chicago Pile-1, 1942) y a la primera arma nuclear (Trinity, 1945).
Las  fuentes de neutrones dedicadas, como los  generadores de neutrones, los reactores de investigación y las  fuentes de espalación producen neutrones libres para su uso en irradiación y en experimentos de dispersión de neutrones. Un neutrón libre decae espontáneamente en un protón, un electrón y un antineutrino, con una Vida media de unos 15 minutos. Los neutrones libres no ionizan directamente los átomos, pero sí causan indirectamente  radiación ionizante, por lo que pueden ser un peligro biológico, dependiendo de la dosis. En la Tierra existe un pequeño flujo natural de "neutrones de fondo" de neutrones libres, causado por radiación cósmica chubascos, y por la radiactividad natural de elementos fisionables espontáneamente en la corteza terrestre.

## Historia
Fue predicho teóricamente en 1920 por Ernest Rutherford, recibió el nombre de "neutrón" de William Draper Harkins en 1921 y fue después propuesto por el físico peruano Santiago Antúnez de Mayolo en 1924 y en 1932 fue descubierto y documentado por James Chadwick. Se localiza en el núcleo del átomo. Antes de ser descubierto el neutrón, se creía que un núcleo de número de masa A (es decir, de masa casi A veces la del protón) y carga Z veces la del protón, estaba formada por A protones y A-Z electrones. Pero existen varias razones por las que un núcleo no puede contener electrones. Un electrón solamente podría encerrarse en un espacio de las dimensiones de un núcleo atómico (10-12 cm) si fuese atraído por el núcleo una fuerza electromagnética muy fuerte e intensa; sin embargo, un campo electromagnético tan potente no puede existir en el núcleo porque llevaría a la producción espontánea de pares de electrones negativos y positivos (positrones). Por otra parte, existe incompatibilidad entre los valores del espín de los núcleos encontrados experimentalmente y los que podrían deducirse de una teoría que los supusiera formados por electrones y protones; en cambio, los datos experimentales están en perfecto acuerdo con las previsiones teóricas deducidas de la hipótesis de que el núcleo consta solo de neutrones y protones.
Ernest Rutherford propuso por primera vez la existencia del neutrón en 1920, para tratar de explicar que los núcleos no se desintegrasen por la repulsión electromagnética de los protones.
En el año 1930, en Alemania, Walther Bothe y H. Becker descubrieron que si las partículas alfa del polonio, dotadas de una gran energía, caían sobre materiales livianos, específicamente berilio, boro o litio, se producía una radiación particularmente penetrante. En un primer momento se pensó que eran rayos gamma, aunque estos eran más penetrantes que todos los rayos gamma hasta ese entonces conocidos, y los detalles de los resultados experimentales eran difíciles de interpretar sobre estas bases.
En 1924, el físico Louis de Broglie presentó la existencia de un elemento neutro en la Academia de Ciencias de París.
Ese mismo año, el físico peruano Santiago Antúnez de Mayolo, durante el III Congreso Científico Panamericano, presenta la ponencia Hipótesis sobre la constitución de la materia, en la que predijo la existencia de un elemento neutro dentro del átomo. Cabe resaltar al respecto, que en la actualidad en ninguna obra especializada en el neutrón se menciona la predicción de Antúnez de Mayolo, ni siquiera en Historia del Neutrón de Donald J. Hughes.
En 1930, Viktor Ambartsumian y Dmitri Ivanenko, en la URSS, encontraron que, contrariamente a la opinión dominante de la época, el núcleo no puede consistir en protones y electrones. Se comprobó que algunas partículas neutras deben estar presentes además de los protones.
En 1932, en París, Irène Joliot-Curie y Frédéric Joliot mostraron que esta radiación desconocida, al golpear parafina u otros compuestos que contenían hidrógeno, producía protones a una alta energía. Eso no era inconsistente con la suposición de que eran rayos gamma de la radiación, pero un detallado análisis cuantitativo de los datos hizo difícil conciliar la ya mencionada hipótesis.
Finalmente (a finales de 1932) el físico inglés James Chadwick, en Inglaterra, realizó una serie de experimentos de los que obtuvo unos resultados que no concordaban con los que predecían las fórmulas físicas: la energía producida por la radiación era muy superior y en los choques no se conservaba el momento. Para explicar tales resultados, era necesario optar por una de las siguientes hipótesis: o bien se aceptaba la no conservación del momento en las colisiones o se afirmaba la naturaleza corpuscular de la radiación. Como la primera hipótesis contradecía las leyes de la Física, se prefirió la segunda. Con ésta, los resultados obtenidos quedaban explicados pero era necesario aceptar que las partículas que formaban la radiación no tenían carga eléctrica. Tales partículas tenían una masa muy semejante a la del protón, pero sin carga eléctrica, por lo que se pensó que eran el resultado de la unión de un protón y un electrón formando una especie de dipolo eléctrico. Posteriores experimentos descartaron la idea del dipolo y se conoció la naturaleza de los neutrones.

## Propiedades
El neutrón es una partícula eléctricamente neutra, de masa 1838,5 veces mayor que la del electrón y 1,00137 veces la del protón; juntamente con los protones, los neutrones son los constitutivos fundamentales del núcleo atómico y se les considera como dos formas de una misma partícula: el nucleón.
El número de neutrones en un núcleo estable es constante (unos 2,5 × 1029 años), pero un neutrón libre, es decir, fuera del núcleo, se desintegra con una vida media de unos 879,4 segundos (hay que notar que hay discrepancia entre dos técnicas distintas para determinar la vida media y se toma un promedio de varias medidas), dando lugar a un protón, un electrón y un antineutrino electrónico. En un núcleo estable, por el contrario, el electrón emitido no tiene la energía suficiente para vencer la atracción coulombiana del núcleo y los neutrones no se desintegran. La fuente de neutrones de mayor intensidad disponible hoy día es el reactor nuclear. El neutrón tiene carga neutra.
Un núcleo atómico está formado por un número de protones, Z (el número atómico), y un número de neutrones, N (el número de neutrones), unidos por la fuerza nuclear. El número atómico determina las propiedades químicas del átomo, y el número de neutrones determina el isótopo o nucleido. Los términos isótopo y nucleido se utilizan a menudo sinonimamente, pero se refieren a propiedades químicas y nucleares, respectivamente. Los isótopos son nucleidos con el mismo número atómico, pero diferente número de neutrones. Los nucleidos con el mismo número de neutrones, pero diferente número atómico, se denominan Isótonos. El  número de masa atómica, A, es igual a la suma de los números atómico y neutrónico. Los nucleidos con el mismo número de masa atómico, pero diferente número atómico y de neutrones, se denominan isóbaros.
El núcleo del isótopo más común del átomo de hidrógeno (con el símbolo químico 1H) es un protón solitario. Los núcleos de los isótopos pesados de hidrógeno deuterio (D o 2H) y tritio (T o 3H) contienen un protón unido a uno y dos neutrones, respectivamente. Todos los demás tipos de núcleos atómicos están compuestos por dos o más protones y diversos números de neutrones. Por ejemplo, el nucleido más común del elemento químico común plomo, 208Pb, tiene 82 protones y 126 neutrones. La tabla de nucleidos comprende todos los nucleidos conocidos. Aunque no es un elemento químico, el neutrón está incluido en esta tabla.
El neutrón libre tiene una masa de 939565413.3 eV/c², o 1.674927471 e-27 kg, o 1.00866491588 Da. El neutrón tiene un radio cuadrático medio de aproximadamente 0.8 e-15 m, o 0,8 fm, y es un espín-½ fermión. El neutrón no tiene carga eléctrica medible. Con su carga eléctrica positiva, el protón se ve influido directamente por los campos eléctricos, mientras que el neutrón no se ve afectado por los campos eléctricos. Pero el neutrón tiene un momento magnético, por lo que se ve influido por  campos magnéticos. El momento magnético del neutrón tiene un valor negativo, porque su orientación es opuesta al espín del neutrón.
Un neutrón libre es inestable, desintegración da lugar a un protón, un electrón y un antineutrino con un tiempo de vida medio de algo menos de 15 minutos 879.6 +/-0.8 s. Esta desintegración radiactiva, conocida como desintegración beta, es posible porque la masa del neutrón es ligeramente mayor que la del protón. El protón libre es estable. Sin embargo, los neutrones o protones unidos en un núcleo pueden ser estables o inestables, dependiendo del nucleido. La desintegración beta, en la que los neutrones se desintegran en protones, o viceversa, se rige por la fuerza débil, y requiere la emisión o absorción de electrones y neutrinos, o sus antipartículas.

Fisión nuclear causada por la absorción de un neutrón por el uranio-235. El nucleido pesado se fragmenta y se desintegra. El nucleido pesado se fragmenta en componentes más ligeros y neutrones adicionales

Los protones y los neutrones se comportan de forma casi idéntica bajo la influencia de la fuerza nuclear dentro del núcleo. El concepto de isospín, en el que el protón y el neutrón se consideran dos estados cuánticos de la misma partícula, se utiliza para modelar las interacciones de los nucleones mediante las fuerzas nuclear o débil. Debido a la intensidad de la fuerza nuclear a distancias cortas, la energía de enlace de los nucleones es más de siete órdenes de magnitud mayor que la energía electromagnética que une a los electrones en los átomos. Las reacciones nucleares (como la fisión nuclear) tienen, por tanto, una densidad de energía más de diez millones de veces superior a la de las reacciones químicas. Debido a la equivalencia masa-energía, las energías de enlace nucleares reducen la masa de los núcleos. En última instancia, la capacidad de la fuerza nuclear para almacenar la energía resultante de la repulsión electromagnética de los componentes nucleares es la base de la mayor parte de la energía que hace posibles los reactores nucleares o las bombas. En la fisión nuclear, la absorción de un neutrón por un nucleido pesado (por ejemplo, uranio-235) hace que el nucleido se vuelva inestable y se descomponga en nucleidos ligeros y neutrones adicionales. Los nucleidos ligeros cargados positivamente se repelen, liberando energía potencial electromagnética.
El neutrón se clasifica como un hadrón, porque es una partícula compuesta formada por cuarks. El neutrón también se clasifica como un barión, porque está compuesto por tres cuark de valencia. Tanto el tamaño finito del neutrón como su momento magnético indican que el neutrón es una composite, en lugar de una elementary. Un neutrón contiene dos cuark abajo con carga -13e y un cuark arriba con carga +23e.
Al igual que los protones, los cuarks del neutrón se mantienen unidos por la fuerza fuerte, mediada por gluons. La fuerza nuclear es el resultado de efectos secundarios de la fuerza fuerte más fundamental.

## Fisión nuclear
El proceso fundamental que conduce a la producción de energía nuclear es la fisión de un núcleo de uranio originado por un neutrón: en la fisión el núcleo se escinde en dos partes y alrededor de tres neutrones por término medio (neutrones rápidos); los fragmentos resultantes de la escisión emiten, además, otros neutrones.
Los neutrones son fundamentales en las reacciones nucleares: una reacción en cadena se produce cuando un neutrón causa la fisión de un átomo fisible, produciéndose un mayor número de neutrones que causan a su vez otras fisiones. Según esta reacción se produzca de forma controlada o incontrolada, se tiene lo siguiente:
- Reacción incontrolada: solo se produce cuando se tiene una cantidad suficiente de combustible nuclear -masa crítica-; fundamento de la bomba nuclear.
- Reacción controlada: mediante el uso de un moderador en el reactor nuclear; fundamento del aprovechamiento de la energía nuclear.

## En la cultura popular
Jimmy Neutrón, el protagonista de la película Jimmy Neutron, Boy Genius (2001) y de la serie Las aventuras de Jimmy Neutrón: El niño genio (2002-2006) ambas producidas por el canal Nickelodeon en conjunto con DNA Productions, tiene ese apellido en referencia a los neutrones. El símbolo en su camiseta es un átomo.